# Friedrich Adler (homme politique)
Pour les articles homonymes, voir Friedrich Adler et Adler.
Friedrich Adler (également Fritz, Vienne 8 juillet 1879 - Zurich 2 janvier 1960), physicien et homme politique socialiste autrichien.

## Biographie
Friedrich Adler est le fils aîné de Victor Adler, médecin et homme politique influent, qui fonde en 1889 et dirige jusqu'en 1918 le Parti ouvrier social-démocrate d'Autriche, et d'Emma Adler née Braun. Il est par ailleurs le neveu de l'homme politique Heinrich Braun.
Victor Adler s'oppose au désir de son fils de s'engager dans une carrière politique et l'oriente vers des études techniques. Friedrich entre dans une Realschule qu'il termine en 1897. Il suit ensuite des études de chimie puis de physique à l'École polytechnique fédérale de Zurich (ETH). 
Il obtient son doctorat en 1905 puis, après une collaboration pendant deux ans au Deutsches Museum, il est assistant à l'Institut de physique de Zurich (1907-1911).
Albert Einstein est inscrit à l'EPF depuis 1896 et lui et Adler se lient d'amitié. En 1908, une chaire de physique théorique est créée à l'Université de Zurich. Einstein se porte candidat mais en partie à cause du prestige dont jouissait Victor Adler dans les milieux socialisants de Zurich, on le lui préfère en premier lieu. Ce dernier intervient auprès de la commission en signalant que ses capacités, comme chercheur dans le domaine de la physique, ne se laissent pas, même de loin, comparer à celles d'Einstein. Ce plaidoyer convainc la commission, qui nomme Einstein. 
Durant ces années, Friedrich Adler a diverses activités en politique et en sciences (en particulier, il tente d'approfondir l'aspect théorique du marxisme par l'étude de la théorie de la connaissance d'Ernst Mach).
À la demande des socialistes viennois, Adler retourne à Vienne en 1911 et devient l'un des quatre secrétaires du parti social-démocrate autrichien. Leader de l'aile gauche du parti, il s'oppose à la politique de guerre nationaliste du parti et donne sa démission en 1914. Adler exprime son opposition véhémente à la Première Guerre mondiale dans le journal Le Combat (Der Kampf).
Cette opposition prend un tour dramatique le 21 octobre 1916, lorsqu'Adler assassine, en tirant à bout portant, le ministre-président, le comte Stürgkh responsable selon lui de la poursuite de la guerre. Le parti social-démocrate condamne cet acte de terrorisme individuel totalement étranger à l'idéologie marxiste dont le mouvement se réclamait. Friedrich est jugé par un tribunal d'exception et condamné à la peine de mort. Il profite de son procès pour prononcer durant quatre heures un plaidoyer contre la guerre. Il explique notamment : « Je ne crois pas aux actes de terrorisme individuel, je crois au pouvoir des masses. Je ne suis pas un anarchiste, je persiste à insister sur le fait que l'action des peuples est décisive. Je voulais établir les conditions psychologiques favorables à de futures actions collectives ». L'empereur Charles, ayant succédé à François-Joseph (qui s'éteint le 22 novembre 1916), commue la peine capitale en emprisonnement à perpétuité. Durant son incarcération, il rédige La conquête du matérialisme mécanique d'E. Mach (publié en 1918). Le 12 novembre 1918, la république d'Autriche allemande est proclamée et de nombreux prisonniers politiques sont amnistiés, dont Friedrich Adler, qui est nommé vice-président du parti social-démocrate.
Son acte l'a rendu très populaire auprès des membres du nouveau parti communiste d'Autriche (Kommunistische Partei Ôstereichs (KPÖ)) dont Ruth Fischer est une des fondatrices. On lui propose d'en devenir le président en 1919, ce qu'il refuse. Il participe en 1921 à la fondation de l'Union de Vienne (appelée également Internationale « deux-et-demie ») visant à unifier les courants des deuxième et troisième Internationales. L'Union de Vienne se rallie ensuite à l'Internationale ouvrière socialiste (anciennement deuxième Internationale). Friedrich Adler en est secrétaire à Londres (1923-27), Zurich (1927-35) puis à Bruxelles à partir de 1935, sous la présidence d'Émile Vandervelde.
Friedrich Adler émigre aux États-Unis en 1940. Il revient en Europe en 1946 et meurt à Zurich en 1960.